# Jazz in der Kammer 1974
Jazz in der Kammer 1974 (Alternativtitel Jazz in der Kammer Nr. 71 (Deutsches Theater / Berlin / GDR / 04 / 11 / 1974))  ist ein Jazzalbum von Peter Brötzmann, Fred Van Hove und Han Bennink. Die am 4. November 1974 in der Konzertreihe Jazz in der Kammer im Deutschen Theater Berlin für den Rundfunk der DDR entstandenen Aufnahmen erschienen am 20. Mai 2022 auf Trost Records.

## Hintergrund
Auf Brötzmanns Oktett-Album Machine Gun von 1968 und auf dem Trioalbum Nipples von 1969 nahmen die drei Musiker zum ersten Mal zusammen auf, aber als Trio machten sie erst in den frühen 1970er Jahren auf sich aufmerksam, notierte Phil Freeman. Nach dem Studioalbum Balls entstanden zu Beginn der 1970er Jahre drei Live-Alben (mit dem Gastposaunisten Albert Mangelsdorff auf Elements, Coucous de la Mauresque und The End, allesamt 1971, auch als Box erhältlich); in späteren Jahren wurden sie unter dem Titel Live in Berlin ’71 neu aufgelegt. Weitere Auftritte und auch Alben des damals vielgefragten Trios folgten bei FMP in den nächsten Jahren; 1975 erschien als abschließendes Album Tschüs.
Am 15. Oktober 1973 spielte mit dem Quartett von Irène Schweizer erstmals eine Band aus dem Westen bei Jazz in der Kammer; ein Jahr später wurde dann das Trio Brötzmann / Van Hove / Bennink eingeladen, nachdem Bennink bereits im Mai 1974 im Duo mit Misha Mengelberg dort aufgetreten war.

## Titelliste

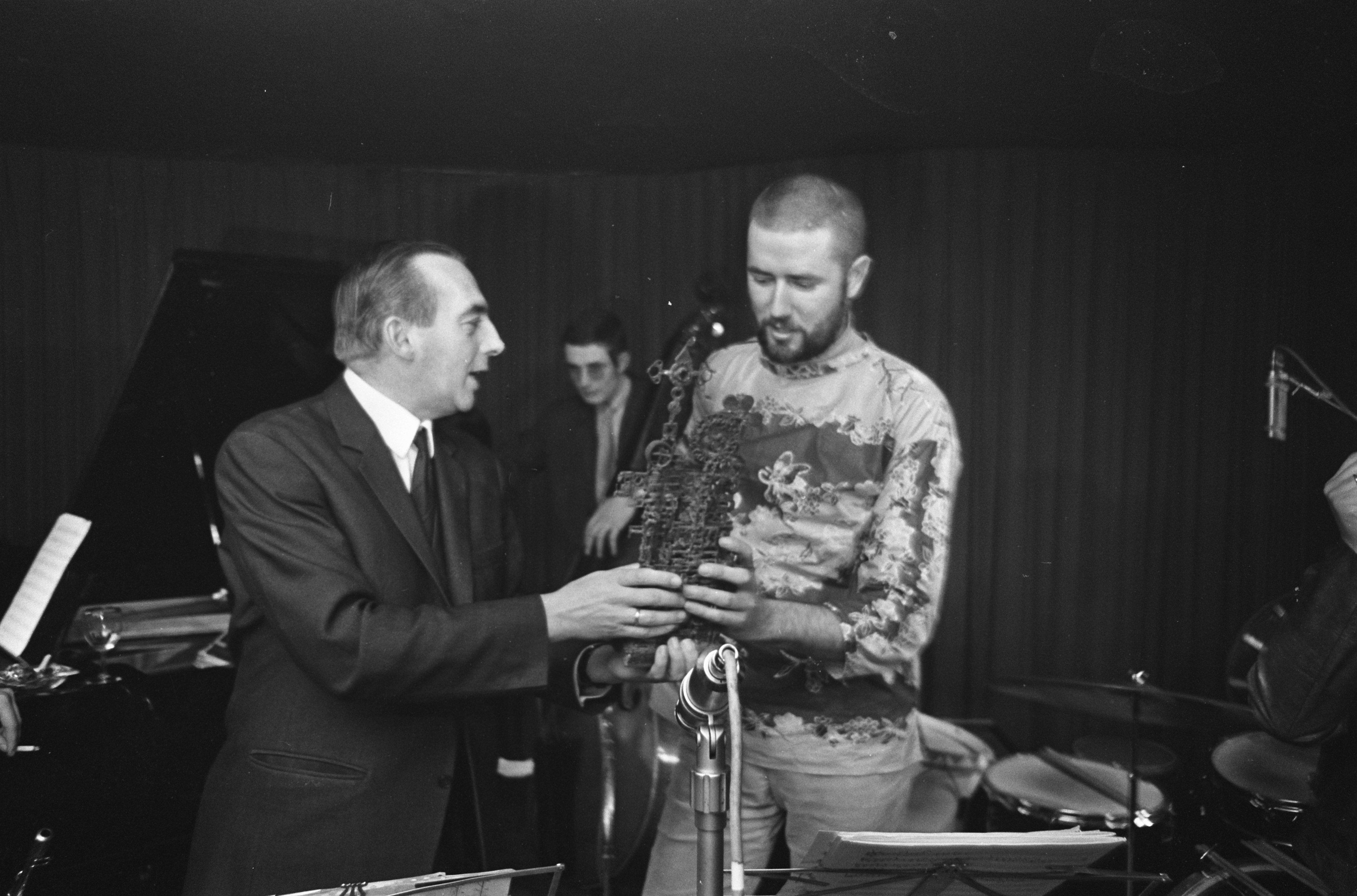
Han Bennink bei der Verleihung des Wessel Ilckenprijs 1967

- Peter Brötzmann/Fred Van Hove/Han Bennink: Jazz in der Kammer 1974 (Trost Records TR 222)[1]
  1. Schwarzspecht (Bennink) 14:14
  2. Filet Americain (Van Hove) 8:02
  3. Der Mammutzahn aus Balve (Brötzmann) 18:34
  4. Boogie für Fred (Brötzmann) 22:16
  5. Serieuze Serie (Van Hove) 9:37
  6. Involved (Van Hove) 7:13

## Rezeption
Phil Freeman schrieb in Stereogum, die drei Musiker hätten eine Art „surrealistischen Free Jazz“ geschaffen, indem sie Brötzmanns polterndes Saxophon gegen Van Hoves wild kreatives Klavier und Benninks Verwendung des Schlagzeugs als Quelle gefundener Klänge ebenso wie des Rhythmus stellten. Diese bisher unveröffentlichte Aufnahme des Berliner Konzerts zählt zu den besten Werken der Gruppe; das fast 14-minütige „Schwarzspecht“, das den Mitschnitt eröffnet, beginne bei Null, „wobei Brötzmann wie ein Bär brüllt, während Van Hove um die Klaviatur stürzt, als würde er nach etwas suchen, von dem er sicher ist, dass er es dort gelassen hat“. Das Schlagzeug zunächst ignorierend, wirke Bennink zunächst als zweiter Bläser, der auf einem Rohrblattinstrument schrilles Stottern und Kreischen von sich gebe. Wenn er sich dann tatsächlich hinsetze, brülle und hupe er beim Spielen hinter dem Schlagzeug hervor und ermutige die anderen beiden zu immer größeren Höhen[flügen].